# Скалессе, Ракеле
Раке́ле Скале́ссе (итал. Rachele Scalesse; род. 31 июля 2004, Пинероло, Пьемонт) — итальянская кёрлингистка.
Чемпионка Италии среди женщин, смешанных пар и юниоров.
В «классическом» кёрлинге (команда из четырёх человек одного пола) в основном играет на позиции первого.

## Достижения
- Чемпионат Италии по кёрлингу среди женщин: золото (2024), серебро (2025).
- Чемпионат Италии по кёрлингу среди смешанных пар: золото (2025).
- Чемпионат Италии по кёрлингу среди юниоров: золото (2022, 2023, 2024).

## Команды
| Сезон                                               | Четвёртый          | Третий           | Второй                 | Первый           | Запасной                         | Тренер                                       | Турниры                        |
| --------------------------------------------------- | ------------------ | ---------------- | ---------------------- | ---------------- | -------------------------------- | -------------------------------------------- | ------------------------------ |
| 2021—22                                             | Lucrezia Grande    | Джорджия Маурино | Alice Corongiu         | Ракеле Скалессе  |                                  | Brandon Lee Mcinnes                          | ЧИЮ 2022                       |
| 2022—23                                             | Ребекка Мариани    | Lucrezia Grande  | Letizia Gaia Carlisano | Ракеле Скалессе  |                                  | Марко Мариани, Фабио Риботта                 | ЧИЮ 2023                       |
| 2022—23                                             | Вероника Дзаппоне  | Арианна Лозано   | Barbara Gentile        | Ракеле Скалессе  | Ребекка Мариани, Lucrezia Grande | Amanda Bianchi, Марко Мариани                | ЧИЖ 2023 (4 место)             |
| 2023—24                                             | Ребекка Мариани    | Джорджия Маурино | Камилла Джильберти     | Lucrezia Grande  | Ракеле Скалессе                  | Марко Мариани                                | ЧМЮ-Б 2023 (5 место)           |
| 2023—24                                             | Ребекка Мариани    | Lucrezia Grande  | Letizia Gaia Carlisano | Ракеле Скалессе  |                                  | Марко Мариани                                | ЧИЮ 2024 · ЧИЖ 2024            |
| 2024—25                                             | Камилла Джильберти | Lucrezia Grande  | Giada Zambelli         | Ракеле Скалессе  |                                  | Екатерина Галкина                            | ЗУ 2025 (8 место)              |
| 2024—25                                             | Ребекка Мариани    | Lucrezia Grande  | Letizia Gaia Carlisano | Ракеле Скалессе  | Giada Zambelli (ЧМЮ)             | Екатерина Галкина (ЧМЮ), Марко Мариани (ЧМЮ) | ЧИЖ 2025 · ЧМЮ 2025 (10 место) |
| Кёрлинг среди смешанных команд (mixed curling)      |                    |                  |                        |                  |                                  |                                              |                                |
| 2021—22                                             | Lucrezia Grande    | Lorenzo Messina  | Ракеле Скалессе        | Edoardo Filineri |                                  | Silvano Agresti                              | ЧИСК 2022 (4 место)            |
| Кёрлинг среди смешанных пар (mixed doubles curling) |                    |                  |                        |                  |                                  |                                              |                                |
| 2024—25                                             | Ракеле Скалессе    | Альберто Пимпини |                        |                  |                                  |                                              | ЧИСП 2025                      |

(скипы выделены полужирным шрифтом)